# Palmar de Cuautla
Palmar de Cuautla är en ort i Mexiko.   Den ligger i kommunen Santiago Ixcuintla och delstaten Nayarit, i den centrala delen av landet, 700 km väster om huvudstaden Mexico City. Palmar de Cuautla ligger 4 meter över havet och antalet invånare är 1 359.
Terrängen runt Palmar de Cuautla är mycket platt. Havet är nära Palmar de Cuautla åt sydväst. Runt Palmar de Cuautla är det ganska glesbefolkat, med 22 invånare per kvadratkilometer. Palmar de Cuautla är det största samhället i trakten. 